# Liste der SA-Obergruppenführer
Die folgende Liste bietet einen Überblick über alle Personen, die in der Sturmabteilung (SA), der „Parteiarmee“ der NSDAP, den Rang eines Obergruppenführers erreichten.
Als höchster Rang, der in dieser Organisation existierte, wurde der Obergruppenführer äußerst selten vergeben: Bei mehreren Millionen SA-Angehörigen wurden zwischen 1933 und 1945 nur einige wenige Dutzend Männer – nach dem Stand der bisherigen Forschung siebzig – in diesen Rang befördert.
Die folgende Auflistung folgt der 1969 von Horst Henrich im Auftrag des Bundesarchivs erstellten „Rangliste der Obergruppenführer, Gruppenführer und Brigadeführer“, die auf einer systematischen Auswertung der von der SA-Führung herausgegebenen sogenannten „Führerbefehle“, d. h. öffentlicher Bekanntmachungen über Beförderung in der SA, aus den Jahren 1931 bis 1944, stützte. Die Reihenfolge der Personen in der Auflistung folgt ihrem Dienstalter, d. h. dem Datum ihrer Ernennung zum Obergruppenführer.

## Die SA-Obergruppenführer
- Hermann Göring: 1. Januar 1933
- Franz Ritter von Epp: 1. Januar 1933
- Manfred von Killinger: 1. Januar 1933
- Adolf Hühnlein: 1. Januar 1933
- August Schneidhuber: 1. Januar 1933
- Curt von Ulrich: 1. Januar 1933
- Heinrich Himmler: 1. Januar 1933
- Hans Georg Hofmann: 1. April 1933
- Hermann Reschny: 20. April 1933
- Edmund Heines: 20. April 1933
- Fritz Ritter von Krausser: 27. Juni 1933
- Friedrich-Wilhelm Krüger: 27. Juni 1933
- Kurt Kühme: 27. Juni 1933
- Dietrich von Jagow: 27. Juni 1933
- Karl-Siegmund Litzmann: 27. Juni 1933
- Rudolf Heß: 1. Juli 1933
- Werner von Fichte: 20. Juli 1933
- Franz Seldte: 26. Juli 1933
- Franz von Stephani: 1. November 1933
- Johann Baptist Fuchs: 9. November 1933
- Heinrich Schoene: 20. April 1933
- Sepp Dietrich: 1. Juli 1934
- Wilhelm Brückner: 9. November 1934
- Arthur Böckenhauer: 9. November 1934
- Georg Mappes: Dezember 1934
- Otto Herzog: 9. November 1936
- Siegfried Kasche: 9. November 1936
- Adolf Heinz Beckerle: 9. November 1936
- Heinrich Bennecke: 9. November 1936
- Wilhelm Helfer: 9. November 1936
- Max Jüttner: 9. November 1936
- Wilhelm Jahn: 9. November 1936
- Heinrich Knickmann: 9. November 1936
- Hans Frank: 9. November 1936
- Hermann Kriebel: 9. November 1936
- Adolf Kob: 9. November 1936
- Max Luyken: 9. November 1936
- Hanns Ludin: 9. November 1936
- Joachim Meyer-Quade: 9. November 1936
- Arno Manthey: 9. November 1937
- Hanns Günther von Obernitz: 9. November 1937
- Otto Schramme: 9. November 1937
- Baldur von Schirach: 9. November 1937
- Hans von Tschammer und Osten: 9. November 1937
- Wilhelm Weiß: 9. November 1937
- Kurt Günther: 9. November 1937
- Wolf Heinrich Graf von Helldorff: 9. November 1938
- Philipp Prinz von Hessen: 9. November 1938
- Friedrich Pfeffer von Salomon: 9. November 1938
- August Wilhelm Prinz von Preußen: 9. November 1938
- Arthur Rakobrandt: 9. November 1938
- Wilhelm Freiherr von Schorlemer: 9. November 1938
- Friedrich Haselmayr: 11. April 1939
- Heinrich Böhmcker: 6. Oktober 1940
- Heinrich Graf Fink von Finkenstein: 30. November 1941
- Herbert Fust: 30. Januar 1941
- Arthur Heß: 30. Januar 1941
- Günther Gräntz: 30. Januar 1941
- Franz Ritter von Hörauf: 30. Januar 1941
- Otto Marxer: 30. Januar 1941
- Willy Liebel: 30. Januar 1941
- Horst Raecke: 30. Januar 1941
- Heinrich Haake: 24. Januar 1942
- Joseph Berchtold: 30. Januar 1942
- Heinz Späing: 30. Januar 1942
- Ludwig Uhland: 30. Januar 1942
- Paul Giesler: 30. Januar 1943
- Kurt Lasch: 20. April 1943
- Sigfried Uiberreither: 9. November 1943
- Georg Oberdieck: 23. Januar 1944
- Hartmann Lauterbacher: 20. April 1944

### Sanitäts-Obergruppenführer
- Paul Hocheisen 20. April 1933
- Hermann Brauneck 9. November 1937
- Gerhard Wagner 9. November 1937
- Emil Ketterer 9. November 1938

### Verwaltungs-Obergruppenführer
- Georg Mappes 6. Oktober 1940